# Agència Estatal de Seguretat Ferroviària
L'Agència Estatal de Seguretat Ferroviària (AESF) és una Agència estatal espanyola responsable de la seguretat ferroviària, realitzant l'ordenació i supervisió de la seguretat de tots els elements del sistema ferroviari: les infraestructures, el material rodant, el personal ferroviari i l'operació ferroviària. En ser la major autoritat ferroviària, també s'encarrega d'atorgar, suspendre i revocar les llicències de les empreses ferroviàries.

## Funcions
Com a autoritat responsable de la seguretat ferroviària, l'AESF s'encarrega de:
- Vetllar pel manteniment general de la seguretat en la circulació sobre la Xarxa Ferroviària d'Interès General mitjançant la supervisió del compliment de les obligacions dels diferents actors en aquesta matèria.
- Autoritzar l'entrada en servei dels subsistemes estructurals que constitueixen el sistema ferroviari i així com comprovar que mantenen els seus requisits.
- Supervisar el compliment dels requisits essencials per part dels components d'interoperabilitat.
- Autoritzar la posada en servei de vehicles ferroviaris.
- Expedir, renovar, modificar o revocar els certificats de seguretat de les empreses ferroviàries, així com supervisar-los posteriorment.
- Expedir, renovar, modificar o revocar les autoritzacions de seguretat dels administradors d'infraestructura, així com supervisar-les posteriorment.
- Proposar, elaborar i desenvolupar el marc normatiu de seguretat i supervisar el seu compliment pels agents del sistema ferroviari, així com formular propostes, directrius i recomanacions normatives, incloses les especificacions tècniques dels subsistemes ferroviaris.
- Realitzar el seguiment dels objectius i els nivells de seguretat a través dels indicadors i estadístiques d'accidentalitat, així com elaborar informes en matèria de seguretat del transport ferroviari.
- Organitzar i gestionar el Registre Especial Ferroviari, així com supervisar la deguda inscripció del personal ferroviari i de la matriculació del material rodant i dels inventaris, estadístiques i bases de dades relacionats amb la seguretat del transport ferroviari, inclosos els inventaris d'infraestructures.
- Concedir l'homologació i, si escau, suspendre-la i revocar-la, dels centres de formació i centres de reconeixement psicofísic del personal ferroviari.
- Concedir l'homologació i, si escau, suspendre-la i revocar-la, dels centres de manteniment, així com la certificació de les entitats encarregades de manteniment.
- Exercir les competències del Ministeri de Foment en matèria de personal ferroviari, i en particular, atorgar, renovar, suspendre i revocar les llicències i títols de conducció de personal ferroviari, així com, proposar el contingut de les proves d'obtenció de títols habilitants del personal ferroviari, aprovar els continguts mínims dels programes de formació per a l'obtenció de les habilitacions i les condicions de capacitat psicofísica per a la certificació de valoració d'aptitud personal.
- Assistir i participar en els grups de treball de l'Agència Ferroviària Europea i en altres Organitzacions nacionals i internacionals relacionades amb la seguretat o interoperabilitat del transport ferroviari.
- Exercir les competències del Ministeri de Foment en matèria de transport de mercaderies perilloses per ferrocarril.
- Exercir les competències que corresponen al Ministeri de Foment en relació amb la defensa del domini públic ferroviari i amb la modificació de la línia límit de l'edificació, sense perjudici de les competències que corresponguin a l'administrador d'infraestructures ferroviàries.
- Exercir la potestat sancionadora en matèria de seguretat ferroviària.
- Totes aquelles funcions que se li assignin, especialment en matèria de seguretat ferroviària.

## Estructura
L'estructura de l'agència és:
- Presidència de l'AESF.
- Director de l'Agència.
  - Subdirecció de Coordinació Ferroviària.
  - Subdirecció d'Infraestructures.
  - Divisió d'Administració.
- Consell Rector.
- Comissió de Control.

## Òrgans de l'Agència
Els principals òrgans de l'agència són:

### Presidència
El President exerceix la representació institucional de l'Agència i del seu Consell Rector. El President de l'Agència serà el titular de la Secretaria General d'Infraestructures.

### Consell Rector
El màxim òrgan de govern de l'Agència és el Consell Rector, que compta amb representants dels Ministeris de Foment; Ministeri d'Hisenda i Funció Pública; Economia, Indústria i Competitivitat i Energia, Turisme i Agenda Digital.

### Adreça
El Director és l'òrgan executiu de l'Agència i el responsable de la direcció i gestió ordinària de la mateixa. És nomenat pel Consell Rector a proposta del President.